# Gai Assulin

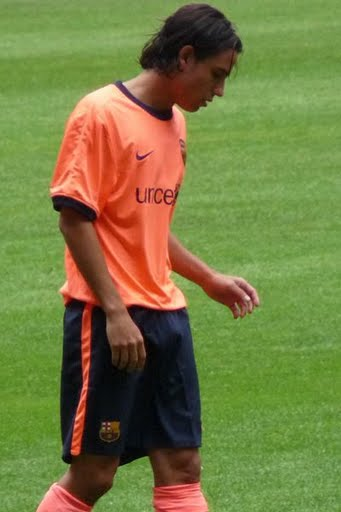
Assulin als speler van FC Barcelona

Gai Yigaal Assulin (Hebreeuws: גיא אסולין) (Akko, 9 april 1991) is een Israëlisch voetballer. Hij speelt als vleugelaanvaller.

## Clubvoetbal
Assulin werd geboren in Israël en woonde enige jaren in Nederland en België, waar zijn vader werk had gekregen. In Israël speelde Assulin voor Beitar Nes Tubruk. In 2003 werd hij gescout door FC Barcelona op een jeugdtoernooi in Andorra, waarna Assulin met zijn familie van naar Barcelona verhuisde. Nadat hij al enige tijd beschouwd werd als een van de grootste talenten van FC Barcelona's jeugdopleiding, brak Assulin in het seizoen 2006/2007 echt door. Hij begon het seizoen in het Cadete A-team, waar Assulin samenspeelde met onder meer Thiago Alcántara. Na dertien wedstrijden en negen doelpunten, werd de aanvaller gepromoveerd naar de Juvenil B. Assulin speelde twee wedstrijden (één doelpunt) in dit team en in februari 2007 debuteerde Assulin tegen RCD Espanyol in de Juvenil A, het hoogste jeugdelftal van FC Barcelona. Op 27 maart 2007 maakte de aanvaller zijn eerste doelpunt voor de Juvenil A tegen CE L'Hospitalet. In de zomer van 2007 werd Assulin door trainer Josep Guardiola overgeheveld naar FC Barcelona B, hoewel hij in begin van het seizoen 2007/2008 voor de Juvenil A bleef spelen. Op 5 september 2007 debuteerde Assulin in het eerste elftal van Barcelona. In de halve finale van de Copa de Catalunya tegen Girona FC kwam de aanvaller als vervanger van Dimas Delgado in het veld. Op 21 oktober 2007 maakte Assulin zijn debuut voor het tweede elftal met een invalbeurt voor Abraham González tegen CF Vilanova in de Tercera División. Op 28 oktober maakte hij tegen CD Banyoles zijn eerste competitiedoelpunt voor Barça B. Met dit team werd hij in 2007/2008 kampioen van de Tercera División Grupo 5. In het seizoen 2008/2009 was hij minder succesvol, doordat hij veelvuldig af te rekenen kreeg met blessureleed. Op 28 oktober 2009 speelde hij zijn eerste officiële wedstrijd in de A-ploeg, in de Copa del Rey-wedstrijd tegen Cultural Leonesa. In 2010 promoveerde hij met het tweede elftal naar de Segunda División A, hoewel zijn aandeel beperkt was. Assulin was zelden basisspeler in het seizoen 2009/2010 en uiteindelijk besloot FC Barcelona zijn aflopende contract niet te verlengen.
In de zomer van 2010 probeerde Assulin door middel van stages bij Blackburn Rovers en Manchester City een nieuw contract te verkrijgen. Uiteindelijk slaagde deze poging op 14 december 2010 bij Manchester City en werd hij beloond met een contract. Ook daar brak hij niet door en in 2012 werd hij verhuurd aan Brighton & Hove Albion FC. In het seizoen 2012/13 speelde Assulin in Spanje voor Racing Santander. Het seizoen daarna stond hij bij Granada CF onder contract dat hem direct verhuurde aan Hércules CF. In het seizoen 2014/15 speelde hij voor RCD Mallorca. Begin 2016 sloot hij, nadat hij een half jaar zonder club zat, aan bij Hapoel Tel Aviv. Van augustus 2016 tot januari 2018 kwam hij uit voor CE Sabadell. In februari 2018 verbond hij zich aan Kairat Almaty uit Kazachstan maar eind maart verliet hij de club. Eind september 2019 verbond hij zich aan het Roemeense Politehnica Iasi. In januari 2021 werd zijn contract daar ontbonden.

### Statistieken
| seizoen | club            | land   | competitie                 | wed. | goals |
| ------- | --------------- | ------ | -------------------------- | ---- | ----- |
| 2007/08 | FC Barcelona B  | Spanje | Tercera División Grupo 5   | 22   | 9     |
| 2008/09 | Barça Atlètic   | Spanje | Segunda División B Grupo 3 | 22   | 2     |
| 2009/10 | Barça Atlètic   | Spanje | Segunda División B Grupo 3 | 24   | 2     |
| 2010/11 | Manchester City | ENG    | Premier League             | 0    | 0     |

Bijgewerkt 14-12-2010

## Nationaal elftal
Assulin debuteerde op 16-jarige leeftijd voor het Israëlisch nationaal elftal, waarmee hij de jongste debutant ooit was voor zijn land. In een oefeninterland tegen Chili op 26 februari 2008 kwam Assulin in de tweede helft als invaller voor Yossi Benayoun in het veld.